# Église Saint-Laurent de Laître-sous-Amance
L'église Saint-Laurent est une église catholique située à Laître-sous-Amance, dans le département de Meurthe-et-Moselle, en France. Ancienne église du prieuré.

## Historique
Le prieuré de Laître-sous-Amance commencé, au début du XIe siècle par Thierry de Bar, et achevé par la comtesse Sophie (vers 1018-1093), sa petite-fille, qui en fit dédier l’église par Pibon, évêque de Toul, en 1076, et lui donna des biens considérables, avec la chapelle du château d’Amance. Ce prieuré fut uni à l’abbaye Saint-Michel de Saint-Mihiel, en 1592, puis vendu comme bien national.
L'édifice est classé au titre des monuments historiques par la liste de 1862.

## Description
Église romane remaniée, du XIIe siècle : façade à portail sculpté XIIe et retable XVe encastré, murs de la nef et du chœur XIe, maître-autel XVIIIe, statue XIVe, voûtes d'ogives XVIe.
Un reliquaire dit Bras-reliquaire de saint Laurent probablement du XVIIIe siècle, contenant la relique de saint Laurent, patron de l'église se situe dans la sacristie de celle-ci. La main bénissant surmonte un bras vêtu d'une manche aux plis marqués. Le pouce et l'auriculaire portent un anneau. La relique est dans un médaillon ovale, enchâssé dans une lunette ovale encadrée par branches croisées de laurier. Le nom du saint figure sur la base.